# Skärslipare

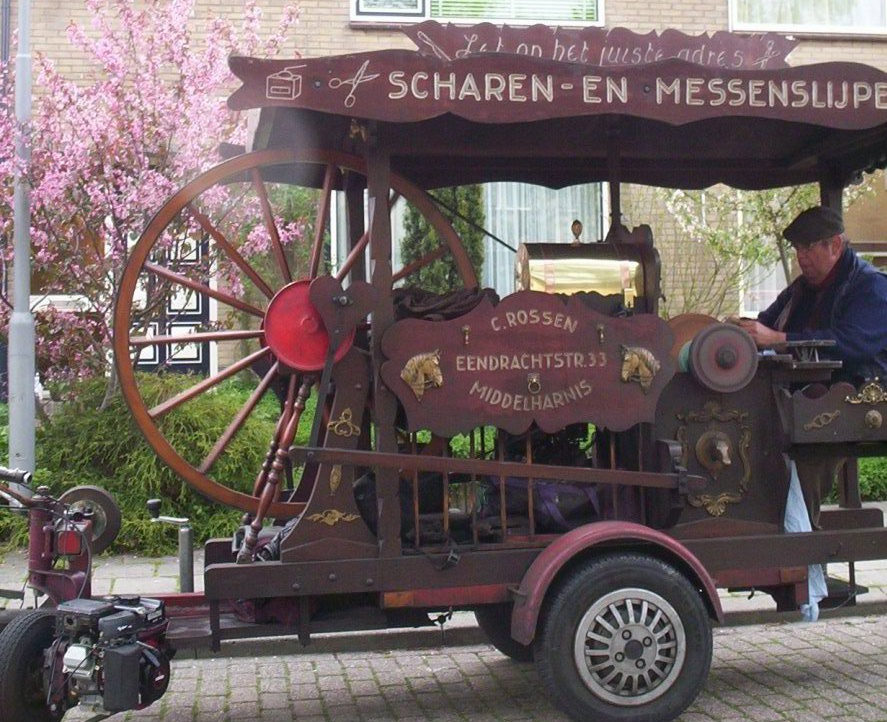
Skärslipare i arbete

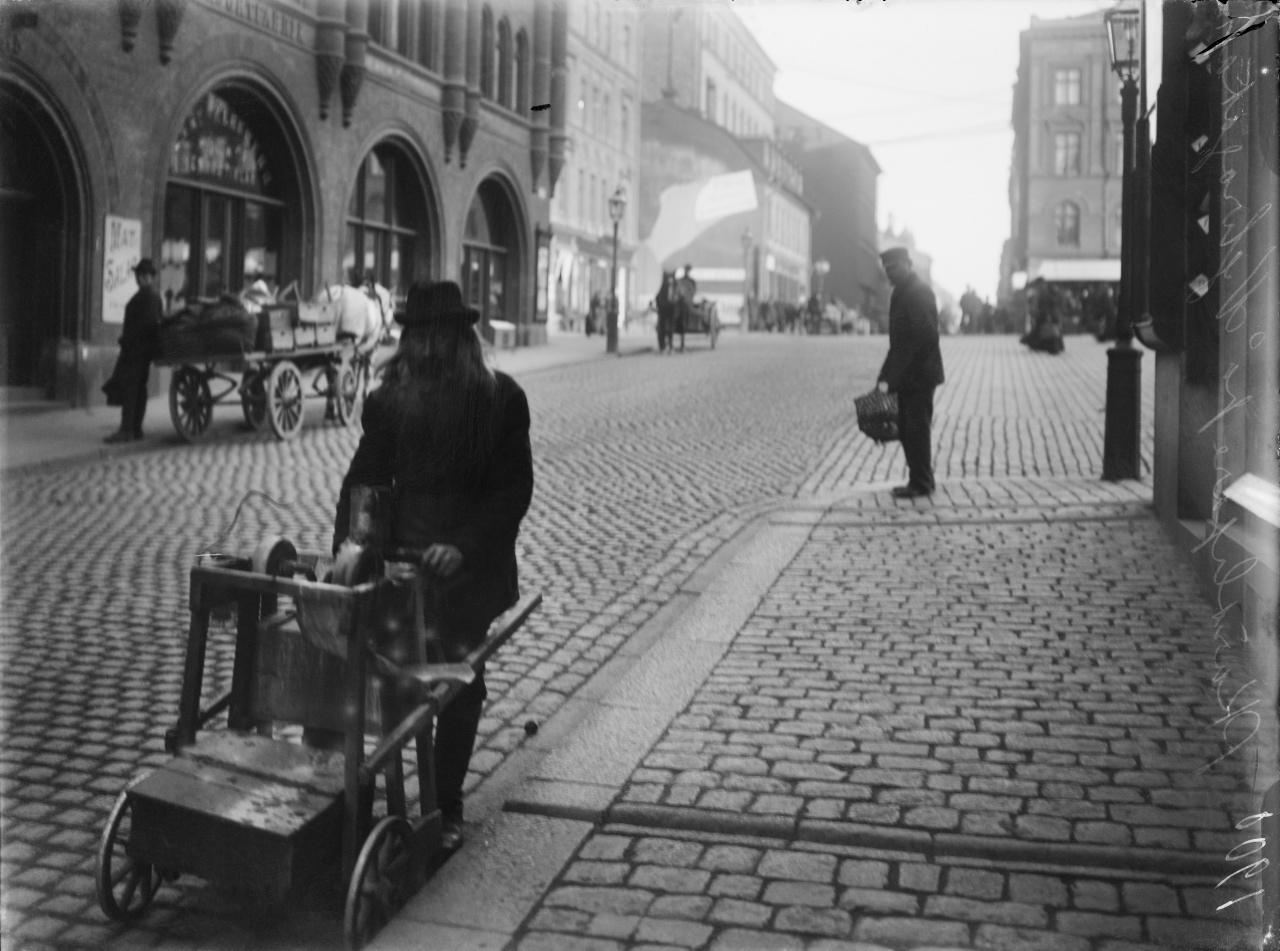
Skärslipare på Nybrogatan i Stockholm 1900.

Skärslipare är en person som slipar knivar och saxar och andra skärande verktyg. Skärsliparen hade tidigare i regel en ambulerande utrustning ofta i form av en ombyggd cykel som via tramporna drev slipdonen.